# Sidi Merouane
Sidi Merouane là một đô thị thuộc tỉnh Mila, Algérie. Dân số thời điểm năm 2002 là 20.018 người.